# Hibiscus tenorii
Hibiscus tenorii är en malvaväxtart som beskrevs av P.A. Fryxell. Hibiscus tenorii ingår i Hibiskussläktet som ingår i familjen malvaväxter. Inga underarter finns listade i Catalogue of Life.